# Paraiptasia radiata
Paraiptasia radiata är en havsanemonart som först beskrevs av William Stimpson 1856.  Paraiptasia radiata ingår i släktet Paraiptasia och familjen Aiptasiidae. Inga underarter finns listade i Catalogue of Life.